# Station La Tour-du-Pin
Station La Tour-du-Pin is een spoorwegstation in de Franse gemeente La Tour-du-Pin.